# Artifi (príncep)
Artifi era fill de Megabizos (el conqueridor d'Egipte per a Artaxerxes I de Pèrsia) i net de Xerxes I de Pèrsia (per la seva mare Amastris) fou un príncep aquemènida. Quan el seu pare es va revoltar contra Artaxerxes I de Pèrsia per haver violat aquest els termes de rendició dels captius atenencs i egipcis, li va donar suport igual que va fer el seu germà Zòpir el Jove; després de diversos combats el rebel i el rei es van reconciliar. El 441 aC Zòpir va desertar a Atenes i el 440 aC va morir en un intent de conquerir Caune (Cària). Artifi va romandre un temps en el favor reial però en temps de Darios II de Pèrsia va donar suport a la revolta d'Arsites, i va aconseguir dues victòries notables mercès als seus mercenaris grecs, però després de la tercera batalla els mercenaris foren subornats per desertar, i fou derrotat i fet presoner, sent executat. El seu fill Arimes (Arimas) fou un oficial superior sota Cir el Jove, i va establir una dinastia local a Limyra; l'ossari de la família encara es conserva.